# Simon Doonan
 (octobre 2024).
Simon Doonan, né en 1952 à Reading, est un écrivain britannique et une personnalité de la télévision et l'ancien directeur créatif de Barneys NY.

## Biographie

### Dresseur de vitrines
Simon Doonan est né en 1952[réf. nécessaire] dans la ville de Reading, dans le Berkshire, en Angleterre. Son premier emploi dans le commerce de détail est un poste d'été chez Heelas (en), un grand magasin de Reading, aujourd'hui détenu par John Lewis Partnership. De retour au travail dans le même magasin après l'université, il s'intéresse d'abord à l'art de la décoration des vitrines. Il quitte ensuite Reading pour Londres et décore les vitrines d'Aquascutum (en) avant de rejoindre Nutters of Savile Row.
En 1984, il conçoit la scène de la galerie pour le film à succès Le Flic de Beverly Hills. En 1985, il travaille pour Diana Vreeland au Costume Institute du Metropolitan Museum.
Il rejoint l'équipe de Barneys en 1986 en tant que étalagiste. Ses vitrines deviennent une attraction touristique à New York. Il continue à travailler pour Barneys NY jusqu'à sa fermeture en 2019. Il reçoit le prestigieux prix CFDA pour son travail chez Barneys. En 2011, il reçoit un Lifetime Achievement Award du Fashion Institute of Technology.
Alors qu'il travaillait chez Barneys, il est consultant sur divers autres projets, notamment l'exposition Warhol Look au Whitney Museum en 1997 et la vente aux enchères de la succession de Marilyn Monroe par Christie's en 2000. Il aide à décorer la Maison Blanche pour le premier Noël d'Obama en 2009.

### Écrivain
En 1998, il publie ses mémoires Confessions of a Window Dresser. C'est ainsi que sa carrière d'écrivain débute. En plus d’écrire des livres, il écrit des chroniques régulières pour The New York Observer et Slate.
En 2008, ses deuxièmes mémoires, Beautiful People, deviennent une série télévisée de la BBC incarnée par Olivia Colman, Layton Williams et Luke Ward-Wilkinson.

### Apparitions
Simon Doonan fait des apparitions[Quand ?] dans l'émission I Love the series de VH1, offrant des commentaires sociaux sur chaque décennie.
Il est également invité dans les saisons 2, 3 et 5 de America's Next Top Model pour enseigner le style aux mannequins. Il apparaît dans l'émission Fashion Hunters de Bravo pour authentifier une pièce d'Issey Miyake.
Les mémoires de Doonan, Beautiful People, sont adaptés pour la télévision et 12 épisodes sont diffusés sur BBC Two au Royaume-Uni de 2008 à 2009 sous le titre Beautiful People.
Il apparaît[Quand ?] en tant que juge sur Iron Chef America pour Battle Sparkling Wine.
Dans la cinquième saison de Gossip Girl (troisième épisode : « Le joyau du déni »), il escorte Blair Waldorf dans l'émission de Jenny Packham.
Simon Doonan a l'habitude de se déguiser en la reine Elizabeth II du Royaume-Uni et de l'imiter lors d'apparitions publiques. Il écrit sur le fait d'être né l'année que l'accession d'Elizabeth au trône (1952) et sur son affinité avec le surnom d'Elizabeth, « Brenda ».
En janvier 2013, il fait une apparition dans une publicité d'Alexander Wang. La publicité se déroule dans le magasin phare de Wang à New York, où il est faussement accusé par le personnage d'Anjelah Johnson, Bon Qui Qui, d'avoir tenté de voler un sac à main.
Il est également juge[Quand ?] pour l'émission Making It de NBC animée par Amy Poehler et Nick Offerman.

### Vie privée
En septembre 2008, il épouse le céramiste et designer Jonathan Adler en Californie. Ils résident actuellement[Quand ?] en Floride et à Shelter Island, New York, avec leur terrier de sauvetage.[réf. nécessaire]

## Publications
- Confessions d'une étalagiste : récits de la vie de la mode (2001) (ISBN 0-14-100362-6) (Mémoires)
- Wacky Chicks : Leçons de vie de femmes effrontées, inappropriées et fabuleusement excentriques (2005) Simon & Schuster (ISBN 0-7432-5789-8)
- Beautiful People (également publié sous le titre Nasty: My Family and Other Glamorous Varmints ) (2005) (ISBN 978-0-00-726954-9)
- Glamour excentrique : créer une version incroyablement plus fabuleuse de vous-même (2008) Simon & Schuster (ISBN 1-4165-3543-8)
- Les hommes gays ne grossissent pas (2012) Blue Rider Press (ISBN 978-0-399-15873-5)
- L'asile : récits vrais de folie d'une vie dans la mode (2015) Blue Rider Press (ISBN 978-0-399-17371-4)
- Soccer Style : La magie et la folie (2018) Laurence King Publishing (ISBN 978-1-786-27202-7)
- DRAG : L'histoire complète (2019) Laurence King Publishing (ISBN 978-1-78627-423-6)
- Comment être soi-même : les conseils d'un anticonformiste téméraire qui changeront votre vie (2020) Phaidon Press (ISBN 978-1-83866-141-0)
- Keith Haring (Vies d'artistes) (2021) Éditions Laurence King (ISBN 978-1-78627-787-9)
- Transformers : Une histoire de paillettes, de glam rock et d'amour pour Lou Reed (2022) HarperOne (ISBN 978-0-06-325951-5)